# Geeraard Slegers
Geeraard Frans Slegers (Dessel, 19 oktober 1926 - Genk, 19 mei 2005) was een Belgisch senator. 

## Levensloop
Tijdens de Tweede Wereldoorlog was hij oorlogsvrijwilliger bij de Brigade Piron. Omdat Slegers geen lid was van de Kommunistische Partij van België, werd hij na de oorlog niet erkend als gewapend weerstander. Na de oorlog bleef hij nog tot in 1947 onderofficier in het Belgische leger en daarna werkte hij enkele jaren in een katoenfabriek.
Getrouwd met Rosa Suls, werd Slegers in 1951 werkleider in de koolmijnen van Winterslag. Hij werd een bekend vakbondsleider vanaf 1969. De mijnwerkers eisten toen een loonopslag van vijftien procent, als gevolg van een loonstudie die in opdracht van gouverneur Louis Roppe was uitgevoerd. Na onderhandelingen met de directie van de Kempense Steenkolenmijnen gingen de vakbonden akkoord met een opslag van 4,5 procent. Dit was niet naar de zin van Slegers, die de mijnwerkers meesleepte in een hardnekkige staking van vijf weken en uitmondde op een loonopslag die schommelde tussen de 25 en de 28 procent. 
Gerard Slegers werd hierdoor beroemd in zijn streek. Reeds in de jaren 1960 werd hij politiek actief bij de Volksunie. In 1971 was hij kandidaat op de VU-lijst voor de wetgevende verkiezingen. Hij werd niet verkozen, maar, gesteund door zijn 21.000 voorkeurstemmen, werd hij als provinciaal senator voor Limburg lid van de Senaat. Hij vervulde dit mandaat tot in 1974. In de periode december 1971-maart 1974 had hij als gevolg van het toen bestaande dubbelmandaat ook zitting in de Cultuurraad voor de Nederlandse Cultuurgemeenschap, die op 7 december 1971 werd geïnstalleerd en de verre voorloper is van het Vlaams Parlement. Binnen de VU propageerde hij het onafhankelijke syndicalisme.
Hij was verder eerste voorzitter van het Permanent Komitee van het Kempens Bekken en van 1970 tot 1976 gemeenteraadslid van Genk.
Hij werkte tot aan zijn pensioen in de dienst waarin onder meer het reddingswezen van de Kempische Steenkoolmijnen was ondergebracht.
In 1977 verliet Slegers de VU uit protest tegen het Egmontpact. Vervolgens was hij medestichter van de Vlaams Nationale Partij, waarvan hij de ondervoorzitter werd. Hij nam deel aan de onderhandelingen met de Vlaamse Volkspartij, waaruit in 1979 het Vlaams Blok ontstond. Slegers werd lid van de partijraad van het VB. Nadat hij kritiek had geuit op de koers van de partij, hij vond dat het Vlaams Blok te veel de klemtoon legde op de migrantenproblematiek en te weinig aandacht had voor de Vlaams-nationalistische eisen, werd hij in 1989 met enkele medestanders uit de partij gezet. Vervolgens was Slegers medestichter van het Nationalistisch Verbond - Nederlandse Volksbeweging, een volksnationalistische en Groot-Nederlandse drukkingsgroep.